# Baños de Montemayor
Baños de Montemayor és un municipi de la província de Càceres, a la comunitat autònoma d'Extremadura (Espanya). És un centre termal important als peus del Port de Béjar.